# Карамчакова Інга Олексіївна
Інга Олексіївна Карамчакова (рос. Инга Алексеевна Карамчакова; нар. 29 квітня 1978, село Усть-Таштип, Аскизький район, Хакаська автономна область, РРФСР) — російська борчиня вільного стилю, дворазова бронзова та дворазова срібна призерка чемпіонатів світу, чотириразова чемпіонка Європи, бронзова призерка Кубку світу. Заслужений майстер спорту Росії з вільної боротьби.

## Біографія
Боротьбою почала займатися з 1993 року. У дитинстві тренувалася у Володимира Даниловича Челтигмашева. Вихованка Абаканської школи Олімпійського резерву, де її тренером був Андрій Карамчаков. Член збірної команди Росії з 1997 року. Виступала за Школу вищої спортивної майстерності Республіки Хакасія.
Закінчила Хакаський державний університет імені Н. Ф. Катанова, Інститут історії та права (історичний факультет). Працює заступником директора з виховної роботи в Державному бюджетному освітньому закладі Республіки Хакасія СПО «Училище Олімпійського резерву». З 1996 — спортсмен-інструктор Міністерства з фізичної культури і спорту Республіки Хакасія.

## Нагороди
Нагороджена Почесною грамотою Уряду Республіки Хакасія.

## Родина
Молодша сестра російської борчині вільного стилю, чемпіонки Європи та віце-чемпіонки світу Наталії Карамчакової, яка слідом Інгою теж почала займатися вільною боротьбою. Цікаво, що інші уславлені хакаські борчині вільного стилю Тетяна і Лідія Карамчакови є рідними сестрами тренера Наталії та Інги Андрія Олексійовича Карамчакова та їх однофамільцями.
Чоловік — художник, подружжя виховує сина Еміля.

## Спортивні результати на міжнародних змаганнях

### Виступи на Чемпіонатах світу
| Змагання                        | Збірна | Вагова категорія          | Місце  |
| ------------------------------- | ------ | ------------------------- | ------ |
| Чемпіонат світу з боротьби 1998 | Росія  | жіноча боротьба, до 46 кг | Бронза |
| Чемпіонат світу з боротьби 1999 | Росія  | жіноча боротьба, до 46 кг | Бронза |
| Чемпіонат світу з боротьби 2000 | Росія  | жіноча боротьба, до 46 кг | Срібло |
| Чемпіонат світу з боротьби 2001 | Росія  | жіноча боротьба, до 46 кг | 10     |
| Чемпіонат світу з боротьби 2002 | Росія  | жіноча боротьба, до 48 кг | Срібло |
| Чемпіонат світу з боротьби 2003 | Росія  | жіноча боротьба, до 48 кг | 8      |

### Виступи на Чемпіонатах Європи
| Змагання                         | Збірна | Вагова категорія          | Місце  |
| -------------------------------- | ------ | ------------------------- | ------ |
| Чемпіонат Європи з боротьби 1998 | Росія  | жіноча боротьба, до 46 кг | Золото |
| Чемпіонат Європи з боротьби 1999 | Росія  | жіноча боротьба, до 46 кг | Золото |
| Чемпіонат Європи з боротьби 2001 | Росія  | жіноча боротьба, до 46 кг | Золото |
| Чемпіонат Європи з боротьби 2002 | Росія  | жіноча боротьба, до 48 кг | Золото |

### Виступи на Кубках світу
| Змагання                    | Збірна | Вагова категорія          | Місце  |
| --------------------------- | ------ | ------------------------- | ------ |
| Кубок світу з боротьби 2001 | Росія  | жіноча боротьба, до 46 кг | Бронза |
| Кубок світу з боротьби 2006 | Росія  | жіноча боротьба, до 48 кг | 4      |

### Виступи на інших змаганнях
| Змагання               | Збірна | Вагова категорія          | Місце  |
| ---------------------- | ------ | ------------------------- | ------ |
| Klippan Lady Open 2004 | Росія  | жіноча боротьба, до 48 кг | Срібло |
| Klippan Lady Open 2006 | Росія  | жіноча боротьба, до 51 кг | Бронза |

### Виступи на змаганнях молодших вікових груп
| Змагання                                       | Збірна | Вагова категорія          | Місце  |
| ---------------------------------------------- | ------ | ------------------------- | ------ |
| Чемпіонат Європи з боротьби серед юніорів 1997 | Росія  | жіноча боротьба, до 46 кг | Срібло |
| Чемпіонат світу з боротьби серед юніорів 1998  | Росія  | жіноча боротьба, до 46 кг | Золото |